# 전화카드

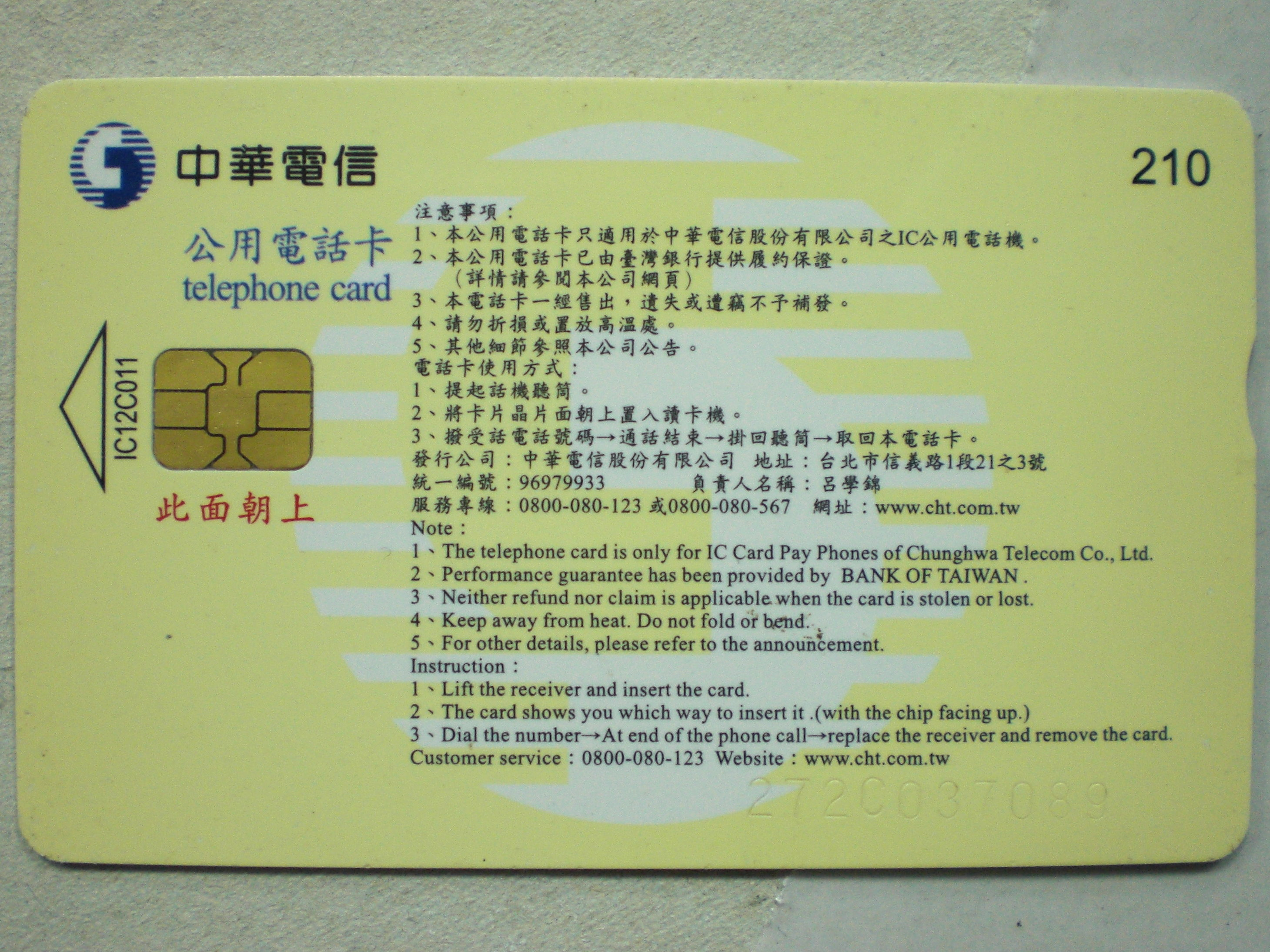
청화 텔레콤의 전화카드

전화카드(telephone card, phone card)는 공중전화에서 사용할 수 있는 선불카드이다.

## 일본의 전화카드
일본에서는 1982년 12월에 구 일본전신전화공사가 발행 및 발매를 시작했다. 전화카드가 대응하는 공중전화는 수도권에 설치가 진행되었고 전국에 보급했다.
1972년에 일본 내에서 100엔 동전이 유효한 노란색 공중 전화가 설치되기 시작했지만, 100엔 동전이 전화기에 넣을 경우 거스름돈이 반환되지 않는 구조였다. 처음에 거스름돈식 전화기의 개발도 검토되었지만, 제조 · 운용 비용의 문제로 보류되었다. 그래서 거스름돈의 현금 인출 대안으로 자기 매체를 이용하는 카드식 공중 전화가 개발 · 제조되었다.
카드이므로 동전이 불필요하고, 10엔 단위로 인출되기 때문에 낭비가 없고, 장시간 통화시에도 항상 동전을 투입해 둘 필요가 없다. 설치자 측에게도 금고가 동전으로 가득차 기능이 멈추게 되는 경우도 피할 수 있다는 장점도 있었다.

## 대한민국의 전화카드
1986년 한국전기통신공사(現 KT)는 서울 아시안 게임을 계기로 전화카드를 정식으로 발행하고, 카드 겸용 공중전화기를 설치하였다. 1989년부터 일반 카드에 국내에서 생산된 제품을 사용하기 시작하였으며, 1990년부터 1996년까지 생산량이 지속적으로 증가하였다. 그러나 1997년 이후부터는 수요 감소 등의 영향으로 생산량이 점차 줄어들었으며, 이러한 감소 추세는 2010년대까지 이어졌다.
- 1986년 : 따릉이
- 1988년 : 호돌이
- 1989년 : 무궁화, 봉산탈춤, 설악산 국립공원
- 1991년 : 까치, 농약, 통신이미지, 난초, 상감청자, 첨성대, 상박도, 한국통신창립10주년 기념
- 1991년~ : 홍보광고, 지역광고

## 쇠퇴기
그러나 1990년대 중반부터 휴대 전화가 보급되어 공중전화 이용률이 감소했기 때문에 전화카드의 필요성도 크게 줄어들었다. 이 때문에 공중전화의 설치 장소 · 설치 대수는 해마다 감소하고 있으며, 전화카드 대신 교통카드로 대체되었다.

## 같이 보기
- 선불 휴대 전화
- SIM 카드